# Кондом (округ)
Округ Кондом (фр. Arrondissement de Condom) — округ у Франції, в департаменті Жер. 2023 року округ об'єднував 162 муніципалітети, населення становило 66 983 особи.
Адміністративний центр (супрефектура) — Кондом.

## Муніципалітети
Список муніципалітетів округу та їхні коди INSEE:
1. Авансак (32021)
2. Авезан (32023)
3. Анкосс (32120)
4. Арблад-ле-О (32005)
5. Ардізас (32007)
6. Бажоннетт (32026)
7. Баскус (32031)
8. Беро (32044)
9. Беррак (32047)
10. Бетус (32049)
11. Біве (32055)
12. Блазьєр (32057)
13. Бокер (32035)
14. Бомон (32037)
15. Бретань-д'Арманьяк (32064)
16. Брюньян (32066)
17. Бурруян (32062)
18. Валанс-сюр-Баїз (32459)
19. Гаварре-сюр-Олуст (32142)
20. Газопуї (32143)
21. Годонвіль (32139)
22. Гондрен (32149)
23. Гутс (32150)
24. Демю (32115)
25. Езьє (32025)
26. Еоз (32119)
27. Еспас (32125)
28. Естан (32127)
29. Естраміак (32129)
30. Жембред (32146)
31. Кадеян (32068)
32. Казенев (32100)
33. Казобон (32096)
34. Кампань-д'Арманьяк (32073)
35. Кассень (32075)
36. Касте-Арруї (32085)
37. Кастекс-д'Арманьяк (32087)
38. Кастельно-д'Арб'є (32078)
39. Кастельно-д'Озан-Лабаррер (32079)
40. Кастельно-сюр-л'Овіньон (32080)
41. Кастера-Лектуруа (32082)
42. Кастерон (32084)
43. Катонв'єль (32092)
44. Колонь (32106)
45. Кондом (32107)
46. Копенн-д'Арманьяк (32094)
47. Коссан (32095)
48. Кравансер (32113)
49. Куррансан (32110)
50. Ла-Ром'є (32345)
51. Ла-Совта (32417)
52. Лабрі (32173)
53. Лагард (32176)
54. Лагардер (32178)
55. Лагроле-дю-Жер (32180)
56. Лаланн (32184)
57. Ламот-Гоас (32188)
58. Ланн-Субіран (32191)
59. Ланнеменьян (32189)
60. Ланнпакс (32190)
61. Ларе (32193)
62. Ларрессенгль (32194)
63. Ларрок-Ангален (32195)
64. Ларрок-Сен-Сернен (32196)
65. Ларрок-сюр-л'Осс (32197)
66. Ле-Уга (32155)
67. Лектур (32208)
68. Лігард (32212)
69. Л'Іль-Бузон (32158)
70. Ложузан (32202)
71. Лорае (32203)
72. Лубедат (32214)
73. Люппе-Вйоль (32220)
74. Льяс-д'Арманьяк (32211)
75. Мансампюї (32229)
76. Мансанком (32230)
77. Мансьє (32227)
78. Маньян (32222)
79. Маньяс (32223)
80. Марават (32232)
81. Маргесто (32236)
82. Марсолан (32239)
83. Мас-д'Овіньон (32241)
84. Меньо-Тозія (32224)
85. Міраду (32253)
86. Мірамон-Латур (32255)
87. Мовзен (32249)
88. Молеон-д'Арманьяк (32243)
89. Монбрен (32262)
90. Монгілем (32271)
91. Монклар (32264)
92. Монлезен-д'Арманьяк (32274)
93. Монреаль (32290)
94. Монтестрюк-сюр-Жер (32286)
95. Монфор (32269)
96. Мопас (32246)
97. Морме (32291)
98. Мору (32248)
99. Мушан (32292)
100. Ногаро (32296)
101. Нулан (32299)
102. Ом (32154)
103. Панжас (32305)
104. Пейрекав (32314)
105. Перген-Таяк (32311)
106. Першед (32310)
107. Пессулан (32313)
108. Піс (32318)
109. Пліє (32320)
110. Пояк (32306)
111. Прешак (32329)
112. Пуї-Роклор (32328)
113. Пюїсегюр (32337)
114. Рамузан (32338)
115. Реан (32340)
116. Режомон (32341)
117. Роклор-Сент-Обен (32349)
118. Рокпін (32350)
119. Саль-д'Арманьяк (32408)
120. Сампессерр (32429)
121. Сарран (32416)
122. Сеай (32423)
123. Сезан (32102)
124. Сен-Бре (32366)
125. Сен-Грієд (32380)
126. Сен-Жерм'є (32379)
127. Сен-Жорж (32377)
128. Сен-Клар (32370)
129. Сен-Креак (32371)
130. Сен-Крик (32372)
131. Сен-Леонар (32385)
132. Сен-Мартен-д'Арманьяк (32390)
133. Сен-Мартен-де-Гуайн (32391)
134. Сен-Мезар (32396)
135. Сен-Пюї (32404)
136. Сент-Аві-Франдат (32364)
137. Сент-Анн (32357)
138. Сент-Антуан (32358)
139. Сент-Антонен (32359)
140. Сент-Жемм (32376)
141. Сент-Кристі-д'Арманьяк (32369)
142. Сент-Мер (32395)
143. Сент-Оран (32399)
144. Сент-Оран-Пуї-Петі (32400)
145. Сент-Радегонд (32405)
146. Серампюї (32431)
147. Серан (32101)
148. Сірак (32435)
149. Солом'як (32436)
150. Сорбетс (32437)
151. Сьйон (32434)
152. Тебоск (32441)
153. Терроб (32442)
154. Ту (32444)
155. Туже (32448)
156. Тужуз (32449)
157. Турнекуп (32452)
158. Фламаран (32131)
159. Флеранс (32132)
160. Фурсе (32133)
161. Юргосс (32458)
162. Юрдан (32457)